# Varuna (Varunidae)
Varuna là một chi Rạm thuộc họ Varunidae.

## Các loài
- Varuna litterata (Fabricius, 1798)
- Varuna yui Hwang & Takeda, 1986